# Archaeoistiodactylus linglongtaensis
Archaeoistiodactylus linglongtaensis — вид птерозаврів, що існував у пізньому юрі (165 млн років тому). Виявлений у Китаї.

## Скам'янілості
Скам'янілі рештки плазуна знайдено у породах формації Тяодзішань на заході провінції Ляонінь у Китаї. Було виявлено фрагменти черепа та нижніх щелеп, ребра, частини крил, задні кінцівки і таз. 

## Назва
Родова назва Archaeoistiodactylus є комбінацією грецького archaios - «стародавній», з назвою роду Istiodactylus, і стосується того, що Archaeoistiodactylus вважається старшим близьким родичем останнього. Видова назва відноситься до типового місцезнаходження решток поблизу селища Лінлунта.

## Опис
Птерозавр досить маленьким видом з розмахом крил близько вісімдесяти сантиметрів. Передні зуби на верхній щелепі відхилені назад. У кисті п'ясткові кістки короткі.